# Monte Bove Sud
Il monte Bove Sud è una cima del monte Bove, la più alta della catena, e raggiunge i 2169 m s.l.m. È molto spesso considerata come una montagna indipendente.

## Geografia
Il monte Bove Sud costituisce la parte meridionale della val di Bove. Verso sud, alle sue pendici si trova il paese di Macchie, e la vallata di Vallinfante.

## Percorsi
Il monte Bove Sud è raggiungibile dal monte Cornaccione, dal passo Cattivo, dal monte Bicco e dal monte Bove Nord. Ad est è collegato anche con pizzo Berro e con la Priora.